# Xiaogang (köpinghuvudort i Kina, Hubei Sheng, lat 31,08, long 113,93)
Xiaogang är en köpinghuvudort i Kina. Den ligger i provinsen Hubei, i den centrala delen av landet, omkring 64 kilometer nordväst om provinshuvudstaden Wuhan. Antalet invånare är 70 304. Befolkningen består av 34 924 kvinnor och 35 380 män. Barn under 15 år utgör 15,0 %, vuxna 15-64 år 73 %, och äldre över 65 år 11,0 %.
Runt Xiaogang är det tätbefolkat, med 982 invånare per kvadratkilometer. Närmaste större samhälle är Xiaogan, 16,7 km söder om Xiaogang. Trakten runt Xiaogang består till största delen av jordbruksmark.
Genomsnittlig årsnederbörd är 1 301 millimeter. Den regnigaste månaden är juli, med i genomsnitt 192 mm nederbörd, och den torraste är december, med 15 mm nederbörd.